# 久本彩奈
久本 彩奈（ひさもと あやな、1988年4月6日 - ）は、東京都出身のグラビアアイドル。
2004年12月に撮影したイメージビデオ『びしょびしょ Vol.6 15才の萌え濡れ』でデビューし、その後多くのイメージビデオに出演した。

## 出演

### イメージビデオ
- びしょびしょ Vol.6 15才の萌え濡れ 久本彩奈 三村翔子（2005年4月20日、ウィズ・エンタープライズ）
- 久本彩奈 17歳 彩奈の春（2005年8月6日、LOVE GIRL'S MIX）
- 久本彩奈 17歳 Virgin Killer（2005年8月6日、LOVE GIRL'S MIX）
- 現役高校生SPECIAL サマーバケーション（2005年10月21日、日本メディアサプライ） 三村翔子、 川野美悠、星咲美由と共演
- 激写 Vol.10 現役高校生 久本彩奈（2005年11月18日、日本メディアサプライ）
- 未成熟女子高生 久本彩奈（2006年3月25日、GPミュージアムソフト）

### イベント
- beepop撮影会（2005年5月28日）